# Coll de Passavent
El Coll de Passavent és una collada situada a 1.700,4 metres d'altitud al límit dels termes municipals de Conca de Dalt (antic terme d'Hortoneda de la Conca), al Pallars Jussà i Baix Pallars, al Pallars Sobirà, dins l'antic terme de Baén. És en territori de l'antic poble de Senyús.
Es troba a l'extrem nord-est del terme municipal, a l'est-nord-est d'Hortoneda i al nord-oest de la Serra de Boumort. És molt a prop -a llevant- de la Torre de Senyús i a ponent de Cuberes.